# 長者森古墳
長者森古墳（ちょうじゃがもりこふん）は、京都府福知山市夜久野町高内にある古墳。形状は円墳。京都府指定史跡に指定されている。

## 概要
京都府北西の兵庫県境部、牧川が南から東へ流路を変える付近の北岸丘陵先端部に築造された古墳である。現在は旧福知山市立育英小学校校庭に所在し、かつては円墳2基で群を形成したが、他の1基（1号墳）は学校建設に伴って破壊されている（長者森古墳は2号墳）。これまでに発掘調査は実施されていない。
墳形は円形で、直径24メートル・高さ4.7メートルを測る。埋葬施設は両袖式の横穴式石室で、東南東方向に開口する。石室全長12.2メートルを測る大型石室で、京都府北部では最大級の規模として注目される。石室内からは、副葬品として耳環・鉄塔・馬具・須恵器が出土している。
築造時期は、古墳時代後期の6世紀後半（MT85型式期）頃と推定され、7世紀前半（TK209型式期）以降までの複数回の追葬が想定される。一帯では古墳時代前・中期の大型古墳は認められておらず、突如として長者森古墳が築造された様相を呈する。当地域は円山川-市川沿い、牧川-由良川-加古川沿いに但馬・丹後・播磨・丹波を結ぶ交通上の要衝であり、一帯の古代史を考察するうえで重要視される古墳になる。なお牧川対岸では、長者森古墳に続く首長墓と見られる千切塚古墳群・竹内古墳群が分布する。
古墳域は2002年（平成14年）に京都府指定史跡に指定されている。

## 遺跡歴
- 1904（明治37年）、学校建設中に1号墳・2号墳の発見。1号墳は工事に伴い削平、2号墳は発掘・副葬品出土[2]。
- 1956年（昭和31年）刊行の『天田郡中夜久野村沿革史（未定稿）』に、中夜久野小学校校庭の長者屋敷伝説（豪族夜久氏の屋敷伝説）とともに古墳の概要の記載（史料上初見）[2]。
- 1975年（昭和50年）刊行の『京都考古』第16号に、石室実測図の掲載[2]。
- 1992年（平成4年）、旧夜久野町指定史跡に指定。
- 1997年（平成9年）刊行の『京都府天田郡夜久野町遺跡地図』に、石室実測図の掲載[2]。
- 2002年（平成14年）3月26日、京都府指定史跡に指定。
- 2015年（平成27年）、墳丘上に植生する樹木の伐採[1]。
- 2020年（令和2年）、石室三次元測量調査（株式会社相互技研）。

## 埋葬施設

石室俯瞰図

石室展開図

埋葬施設としては両袖式横穴式石室が構築されており、東南東方向に開口する。石室の規模は次の通り。
- 石室全長：12.2メートル
- 玄室：長さ5.5メートル、幅2.3メートル、高さ2.6メートル
- 羨道：長さ6.7メートル、幅1.1メートル（玄門）

石室の石材は地元の玄武岩。長軸1メートル程度の大石を1段目（基底石）および6・7段目に一列に配し、他には小ぶりの石を積んでおり、4・5段目からは持ち送りが顕著である。また玄門部では方柱状の石を立てて袖石とするが、天井石には達していない。
石室内の副葬品として、現在は耳環1・鉄刀1・馬具（鉄製円環轡片）・須恵器11（坏蓋4・坏身7）が遺存する。

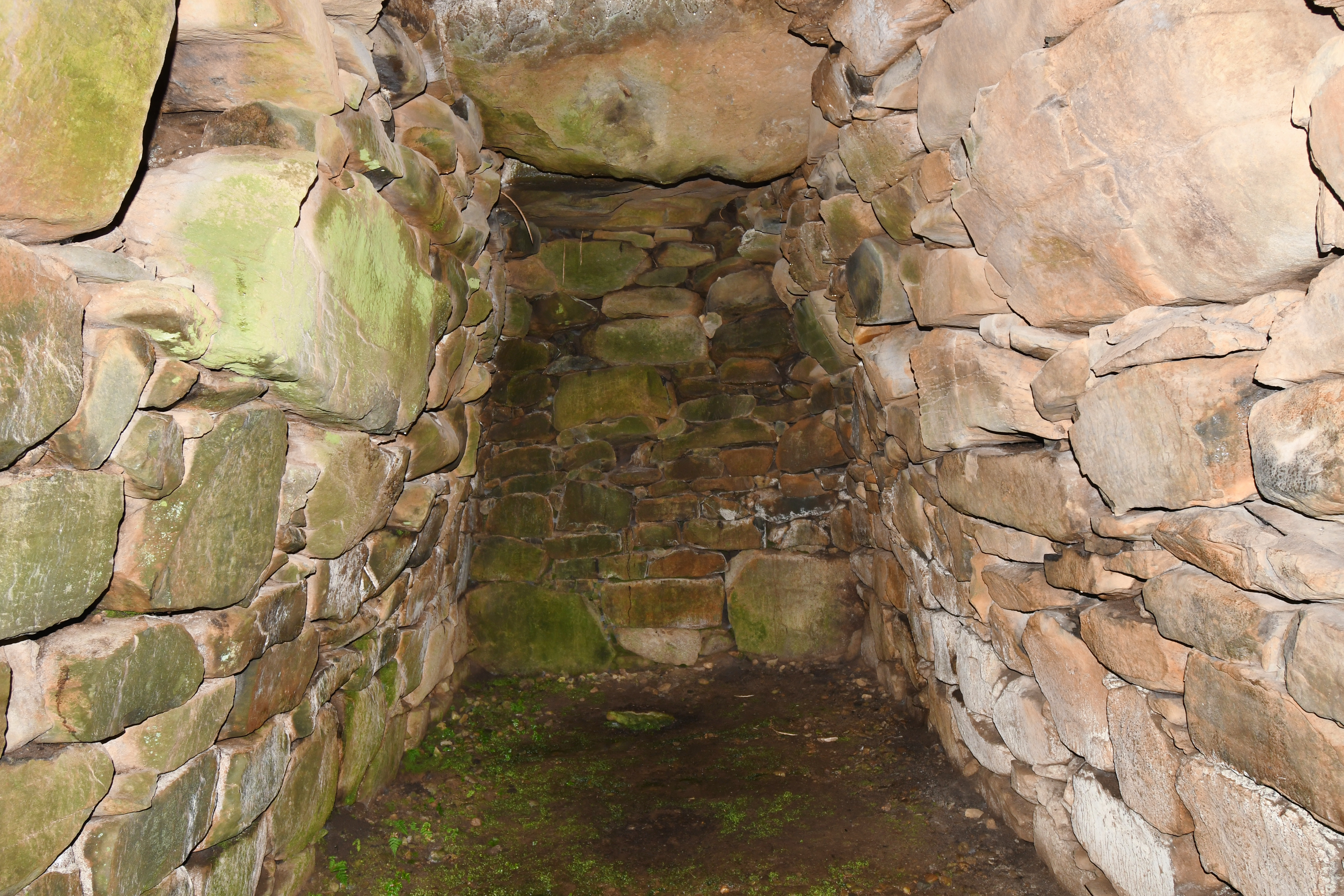
玄室（奥壁方向）
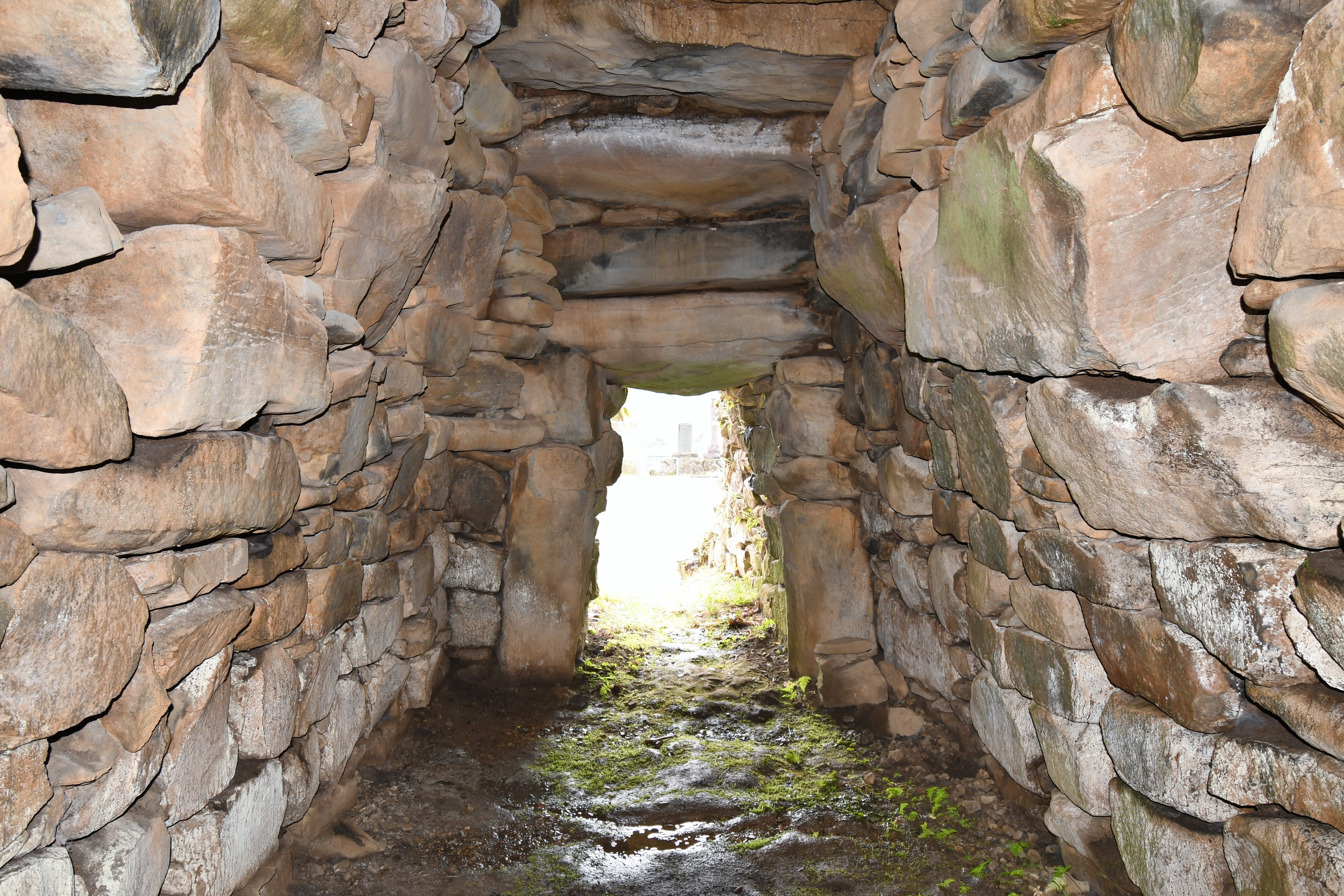
玄室（開口部方向）
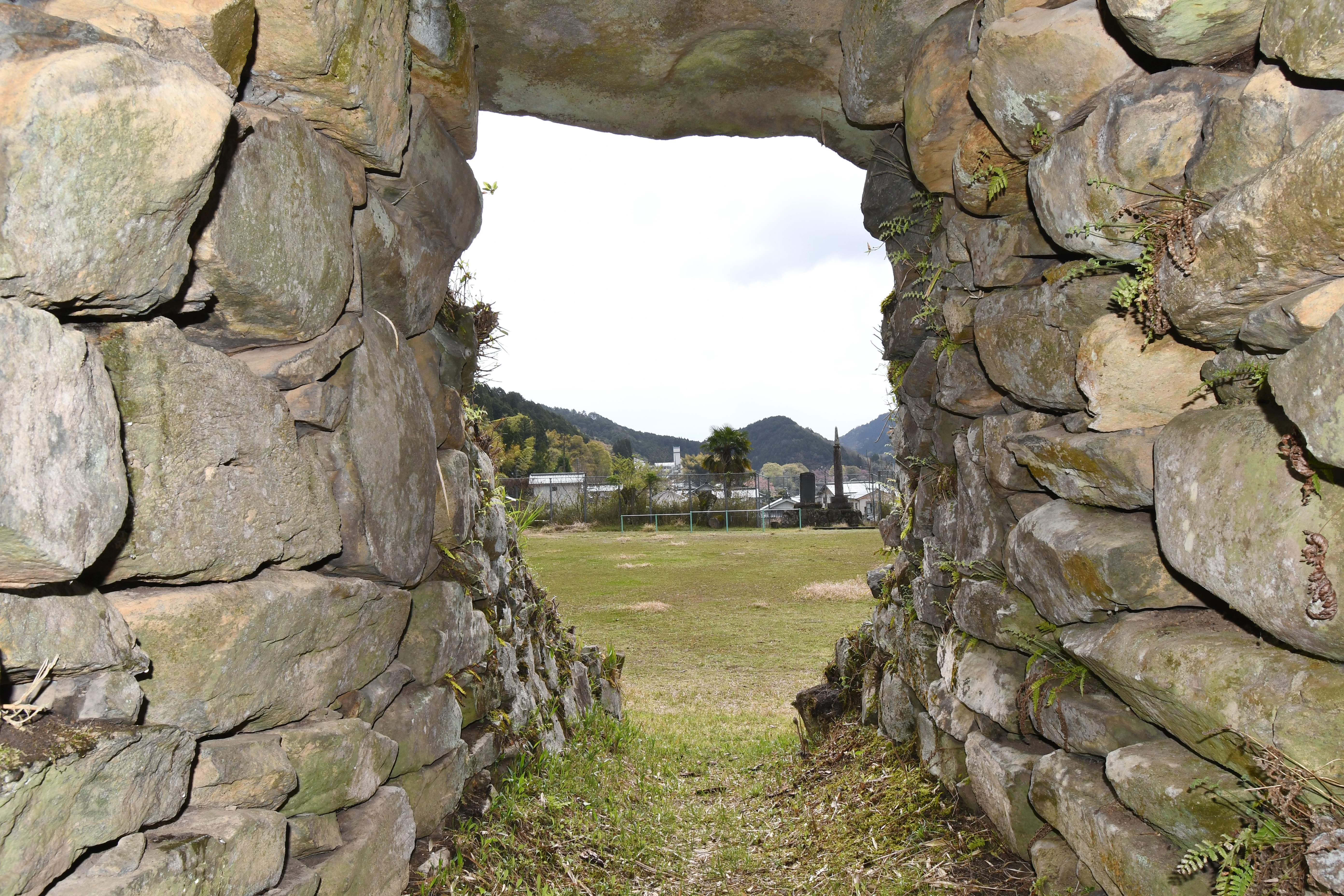
羨道（開口部方向）
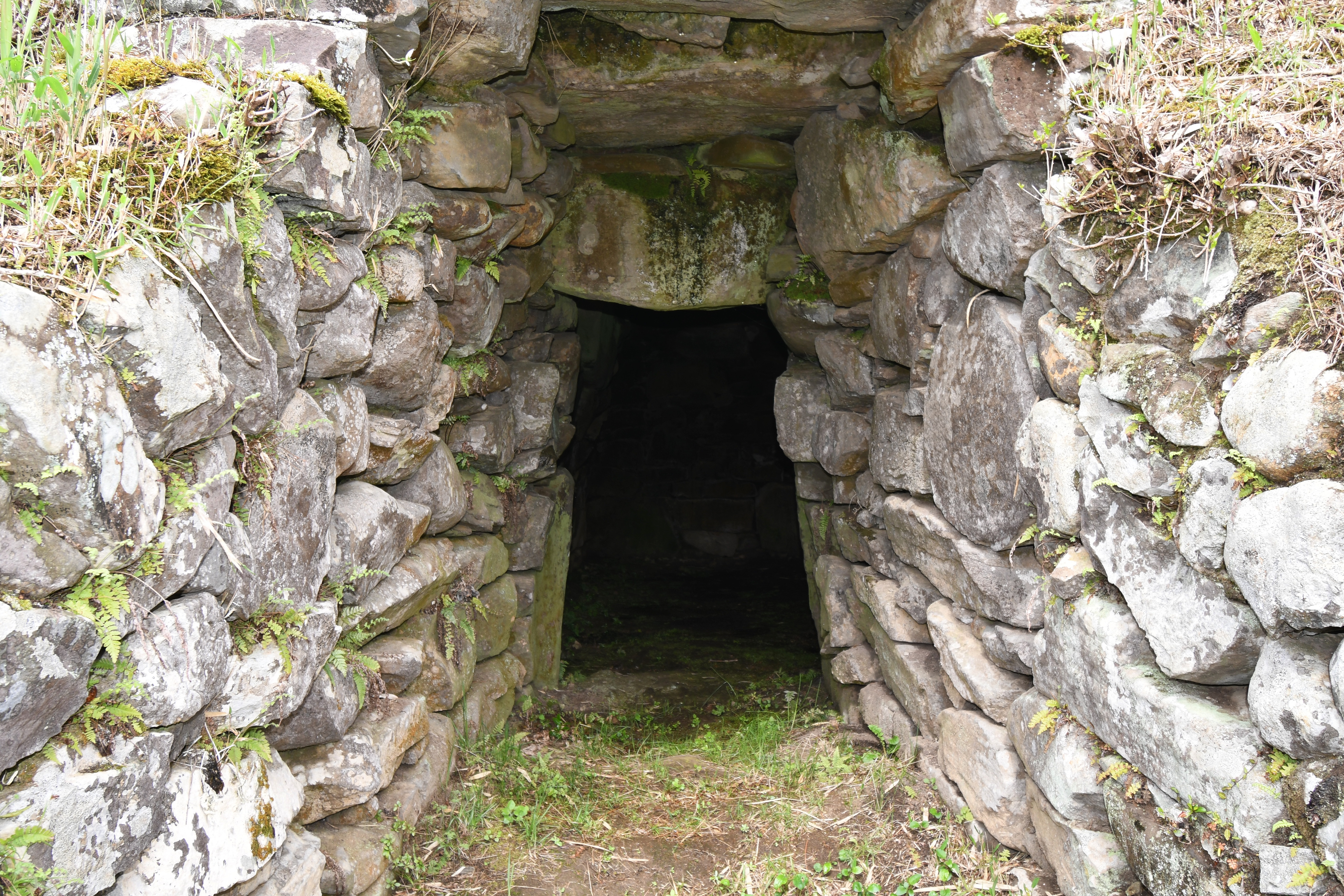
羨道（玄室方向）
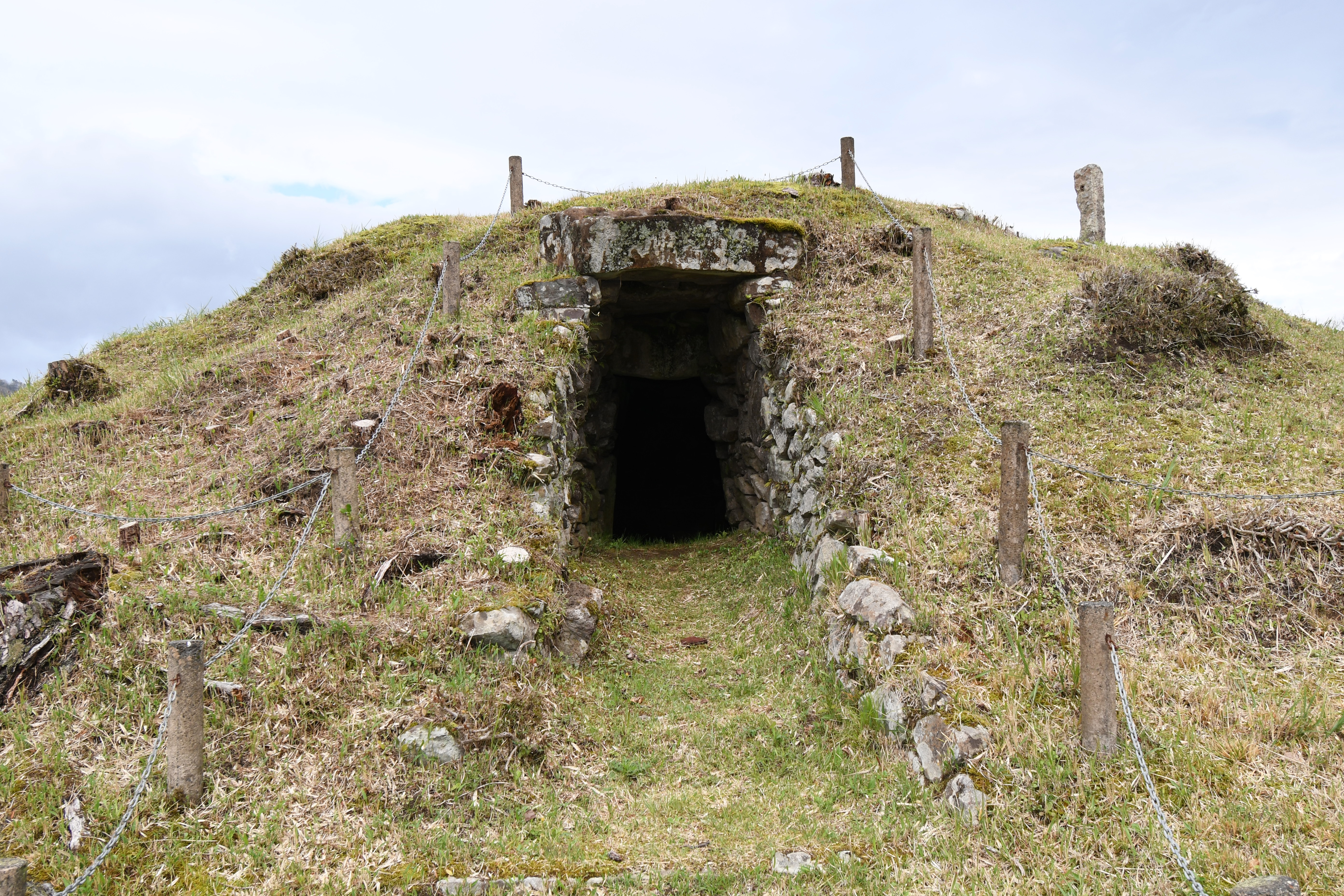
開口部
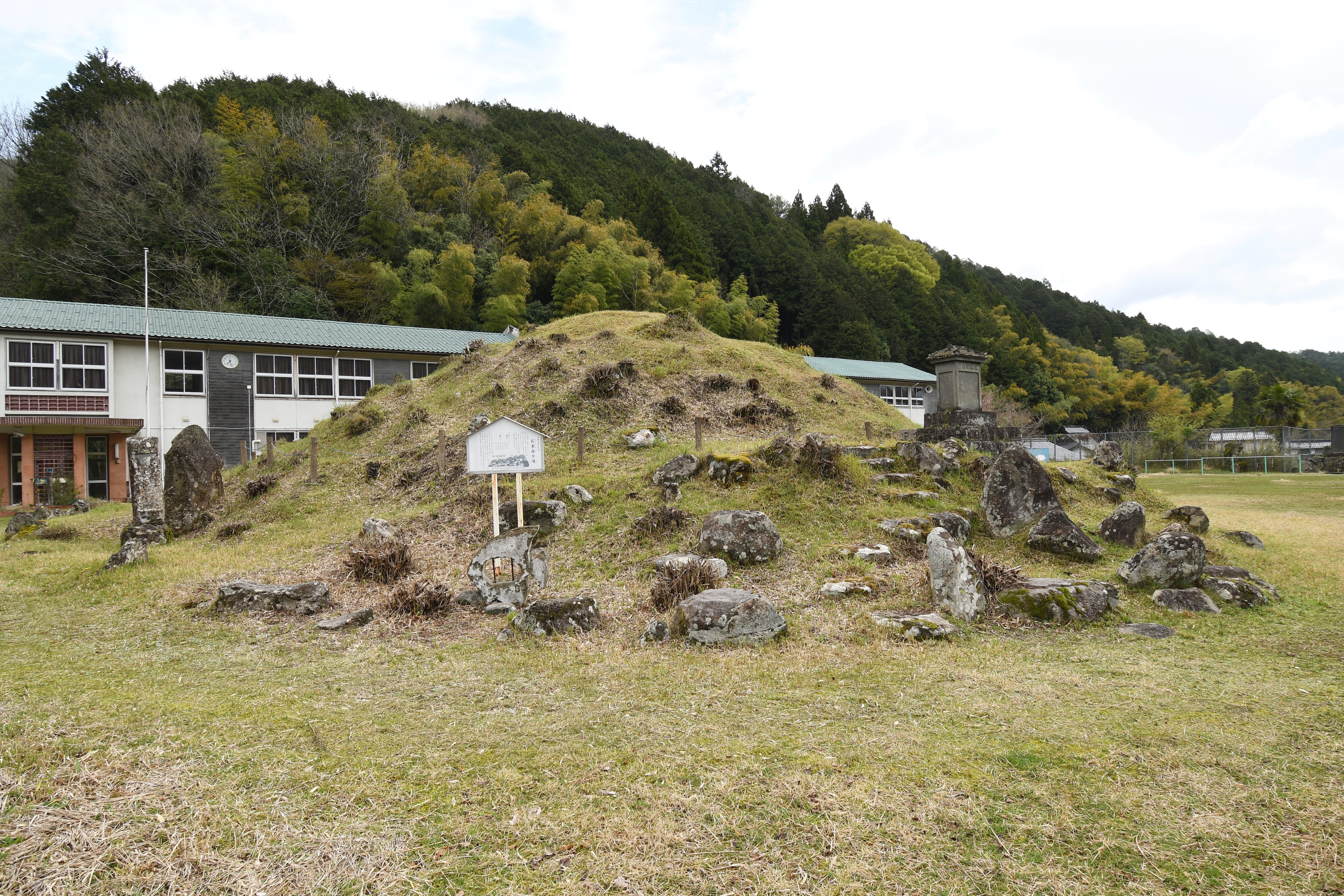
墳丘

## 文化財

### 京都府指定文化財
- 史跡
  - 長者森古墳 - 2002年（平成14年）3月26日指定。

## 関連施設
- 夜久野町化石・郷土資料館（福知山市夜久野町平野） - 長者森古墳の出土品を保管。

## 関連文献
（記事執筆に使用していない関連文献）
- 『京都府天田郡夜久野町遺跡地図』夜久野町教育委員会〈夜久野町文化財調査報告第4集〉、1997年。